# Vaccino meningococcico
Il vaccino meningococcico è una tipologia di vaccino utilizzato per prevenire l'infezione da Neisseria meningitidis.
Viene somministrato tramite iniezione nel muscolo o appena sotto la pelle. Diverse versioni sono efficaci contro alcuni o tutti i seguenti tipi di meningococco: A, B, C, W-135 e Y. Ha un'efficacia compresa tra l'85 e il 100% per un periodo di almeno due anni dalla prima somministrazione; inoltre può portare ad una diminuzione di meningite e sepsi tra le popolazioni in cui è stato somministrato.
L'Organizzazione Mondiale della Sanità raccomanda che i paesi con un tasso moderato o alto di malattia o con frequenti epidemie dovrebbero inoculare il vaccino regolarmente. Nei paesi con un basso rischio di contrarre la malattia, OMS raccomanda che i gruppi ad alto rischio vengano vaccinati.
La più elevata incidenza si registra nel continente africano, dove nei paesi del sud Sahara, si verificano la maggior parte dei casi denunciati a livello globale e ciclicamente ogni circa 7-14 anni scoppia un'epidemia. Per questo nella cosiddetta cintura africana della meningite, per immunizzare tutte le persone di età compresa tra uno e trent'anni con il meningococco A viene adoperato il vaccino coniugato, che ha diminuito del 58% l'incidenza e del 60% il rischio di epidemie.
In Canada e negli Stati Uniti i vaccini efficaci contro quattro tipi di meningococco (A, C, W e Y) sono raccomandati sia agli adolescenti che ad altre persone che si trovano nelle categorie a rischio elevato. L'Arabia Saudita richiede la vaccinazione con il vaccino quadrivalente per i viaggiatori internazionali diretti alla Mecca per Hajj.
I vaccini meningococcici sono considerati generalmente sicuri, ma alcune persone potrebbero sviluppare dolore e arrossamento nel sito di iniezione e le reazioni allergiche gravi si verificano in meno di una dose su un milione. L'inoculazione in gravidanza sembra essere sicuro.
Il primo vaccino contro il meningococco divenne disponibile negli anni '70 ed è presente nell'Elenco dei farmaci essenziali dell'Organizzazione mondiale della sanità.
Grazie alla ottima risposta all'epidemia del 1997, l'OMS, Medici Senza Frontiere e altre organizzazioni mediche hanno creato il Gruppo di coordinamento internazionale sulla fornitura di vaccini per il controllo della meningite epidemica, che gestisce la strategia di risposta globale. Da allora sono stati creati ICG per altre malattie epidemiche.